# Мястко (гмина)
Мястко (пол. Miastko) — городско-сельская гмина (волость) в Польше, входит как административная единица в Бытувский повет, Поморское воеводство. Население — 19 912 человек (на 2004 год).

## Демография
| Перепись                       | Всего   | Всего | Женщины | Женщины | Мужчины | Мужчины |
| ------------------------------ | ------- | ----- | ------- | ------- | ------- | ------- |
| Единицы                        | человек | %     | человек | %       | человек | %       |
| Население                      | 19 912  | 100   | 10 136  | 50,9    | 9776    | 49,1    |
| Плотность населения (чел./км²) | 42,7    | 42,7  | 21,7    | 21,7    | 20,9    | 20,9    |

## Соседние гмины
1. Гмина Бялы-Бур
2. Гмина Кемпице
3. Гмина Кочала
4. Гмина Колчигловы
5. Гмина Липница
6. Гмина Полянув
7. Гмина Тшебелино
8. Гмина Тухоме